# Sabine Jahn
Sabine Jahn (alemany: Sabine Gust)  (Neuruppin, 27 de juny de 1953), de casada Gust, és una remadora alemanya que va competir sota bandera de la República Democràtica Alemanya durant la dècada de 1970. Es casà amb el també remer Reinhard Gust.
El 1976 va prendre part en els Jocs Olímpics de Mont-real on, fent parella amb Petra Boesler, guanyà la medalla de plata en la prova del doble scull del programa de rem.
En el seu palmarès també destaquen una medalla d'or i una de plata al Campionat del món de rem i una d'or al Campionat d'Europa de rem.